# Mila Azul
Mila Azul, egentligen Jekaterina Volkova, född 12 januari eller 1 december 1997 i Kiev, är en ukrainsk glamourmodell och porrskådespelare.
Mila Azul, som inledde sin karriär 2016, blev till en början fotograferad för bland annat MetArt, Hegré och Watch4Beauty. Hon har själv filmat en lång rad videoklipp på sig själv och lagt ut på internet. Azul påbörjade 2017 sitt samarbete med Model Mayhem och lade upp flera serier av erotiska fotografier på denna webbplats.
I juni 2017 tilldelades Mila Azul priset iStripper Talent of the Month.